# جيم غرابوسكي
جيم غرابوسكي (بالإنجليزية: Jim Grabowski)‏ هو لاعب كرة قدم أمريكية أمريكي، ولد في 9 سبتمبر 1944 في شيكاغو في الولايات المتحدة.

## وصلات خارجية
- جيم غرابوسكي على موقع مرجع كرة القدم المحترفة.كوم (الإنجليزية)
- جيم غرابوسكي على موقع كلية كرة القدم في سبورتس رفرنس.كوم (الإنجليزية)